# شهباز آمریکایی
شهباز آمریکایی (Astur atricapillus) یک گونه از پرندگان شکاری از تیرهٔ بازان (Accipitridae) است. نخستین بار توسط الکساندر ویلسون در سال ۱۸۱۲ توصیف شد. شهباز آمریکایی در گذشته با شهباز اوراسیایی همسان در نظر گرفته می‌شد، اما در سال ۲۰۲۳ بر اساس تفاوت در ریخت‌شناسی، صداگذاری و واگرایی ژنتیکی به گونه‌ای جداگانه اختصاص داده شد. در گذشته در سردهٔ Accipiter قرار می‌گرفت. عمدتاً ساکن است، اما پرندگان مناطق سردتر برای زمستان به جنوب مهاجرت می‌کنند. در آمریکای شمالی، شهبازهای مهاجر اغلب در حال مهاجرت به سوی جنوب در امتداد بالای خط‌الراس کوه در تقریباً هر زمان از پاییز بسته به عرض جغرافیایی دیده می‌شوند.